# NGC 2115
NGC 2115 је лентикуларна галаксија у сазвежђу Сликар која се налази на NGC листи објеката дубоког неба.
Деклинација објекта је - 50° 35' 0" а ректасцензија 5h 51m 19,8s. Привидна величина (магнитуда) објекта NGC 2115 износи 13,2 а фотографска магнитуда 14,1. NGC 2115 је још познат и под ознакама ESO 205-6, AM 0550-503, IRAS 05501-5036, PGC 18001.